# Ernesto Luís de Hesse-Darmstadt
Ernesto Luís de Hesse-Darmstadt (em alemão: Ernst Ludwig Karl Albrecht Wilhelm von Hessen und bei Rhein; Darmstadt, 25 de novembro de 1868 – Langen, 9 de outubro de 1937), foi o último Grão-Duque de Hesse 1892 até 1918. Filho mais velho do grão-duque Luís IV de Hesse, e de sua esposa, a princesa Alice do Reino Unido, era neto materno da rainha Vitória do Reino Unido e do príncipe consorte Alberto.
Durante sua infância, ele teve que experimentar a morte de dois de seus irmãos mais novos e também de sua mãe, uma situação que o afetou profundamente.
Após a morte de seu pai em 1892, Ernesto Luís o sucedeu como grão-duque. Como governante, caracterizou-se por sua prudência e por se dedicar ativamente ao apoio e promoção da arte. Sua personalidade sensível e sua relutância em se casar eram a fonte de muitas especulações. Ernesto Luís era homossexual mas em parte devido às pressões familiares e à necessidade de um herdeiro ele se casou com sua prima, a princesa Vitória Melita de Saxe-Coburgo-Gota, que acabou se divorciando em 1901. Ele se casou em segundas núpcias com a princesa Leonor de Solms-Hohensolms-Lich em 1905.
No final da Primeira Guerra Mundial, o Grão-Ducado de Hesse foi abolido por causa da Revolução de Novembro de 1918. Ao contrário de outros príncipes e, a grande popularidade que o povo nutria por ele, Ernesto Luís foi autorizado a permanecer na Alemanha e manter algumas propriedades. Ernesto Luís viveu tranquilamente seus últimos anos, dedicado aos seus hobbies e sua família. Ele morreu em 1937 no Palácio de Wolfsgarten e, foi enterrado no Mausoléu Grão-Ducal de Rosenhöhe, em Darmstadt.

## Biografia

### Primeiros anos

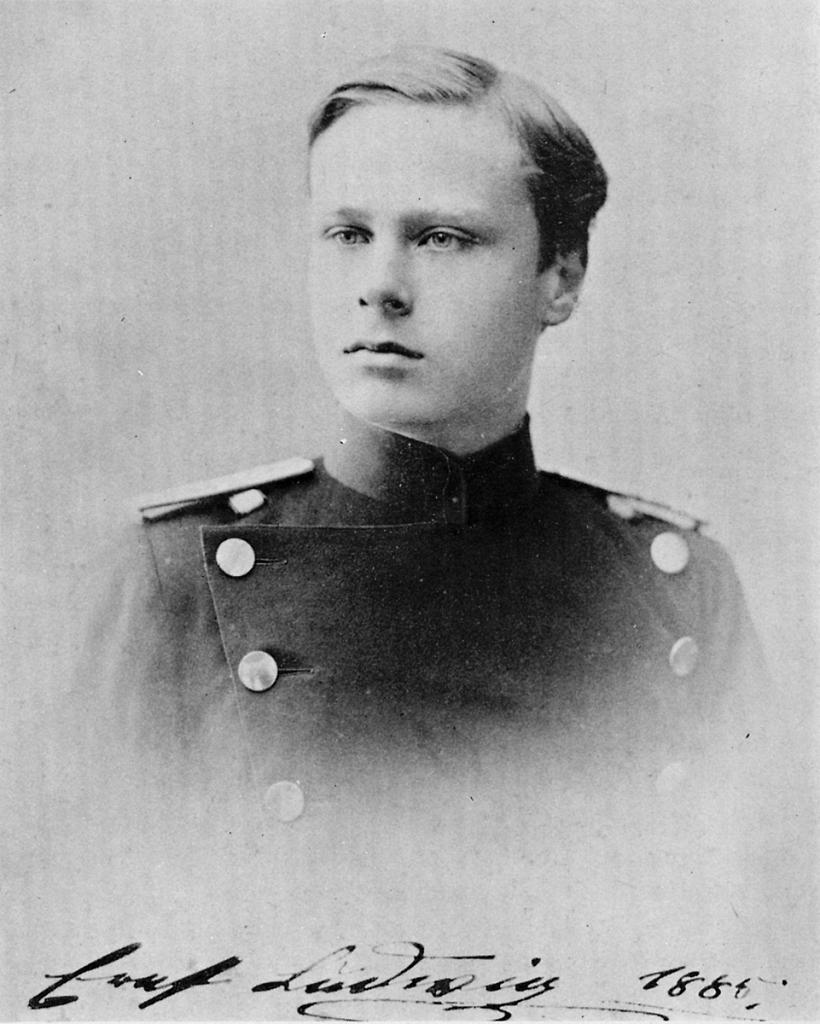
Ernesto Luís em 1885

Ernesto Luís, chamado coloquialmente de "Ernie", nasceu em Darmstadt em 25 de novembro de 1868, foi o quarto filho e primeiro rapaz a nascer de Luís IV, Grão-duque de Hesse-Darmstadt e da sua esposa, a princesa Alice do Reino Unido, segunda filha da rainha Vitória do Reino Unido e do príncipe Alberto. Ele cresceu no Palácio Novo, a residência da família em Darmstadt e, como seus irmãos recebeu uma educação esmerada.
Os primeiros anos de vida de Ernesto foram rodeados de morte. Quando tinha apenas 5 anos, o seu irmão mais novo, Frederico, morreu. Os dois rapazes tinham estado a brincar no quarto da mãe quando o mais novo caiu da janela com dois metros de altura. Não era uma grande distância e, a princípio, Frederico parecia não ter sofrido nenhum ferimento grave. Contudo ele sofria de hemofilia e uma hemorragia cerebral ditou o seu destino apenas algumas horas mais tarde.
Ernesto ficou inconsolável. "Quando morrer, tu também tens de morrer comigo e os outros todos. Porque não podemos morrer todos juntos? Eu não quero morrer sozinho como o Frittie", disse à sua ama. A isto a sua mãe respondeu: Sonhei que tinha morrido e fui para o Céu onde pedi a Deus que me devolvesse o Frittie, então ele apareceu e deu-me a mão." A campa do seu pequeno irmão tornou-se um local de visita constante para a família, o que levou Ernesto a ficar obcecado com pensamentos de morte e de morrer sozinho.
Em 1878 uma epidemia de difteria atingiu Darmstadt. Todos os irmãos (exceto a princesa Isabel, que foi enviada para a casa dos avós paternos) e o seu pai ficaram doentes. A princesa Alice tomou conta do seu marido e filhos o melhor que soube com a ajuda dos médicos, mas no dia 16 de novembro, a sua filha mais nova, Maria, morreu. Alice escondeu a notícia do resto da família durante as semanas que se seguiram até Ernesto, que era devoto à sua irmã mais nova, lhe perguntar por ela. Ao receber a notícia o pequeno rapaz de 10 anos ficou muito perturbado e, para consolar o seu filho, Alice abraçou-o e deu-lhe um beijo apesar de saber do perigo de contágio. Pouco depois Alice adoeceu e acabou por morrer no dia 14 de dezembro. A sua morte foi um fardo que Ernesto carregou para o resto da vida.

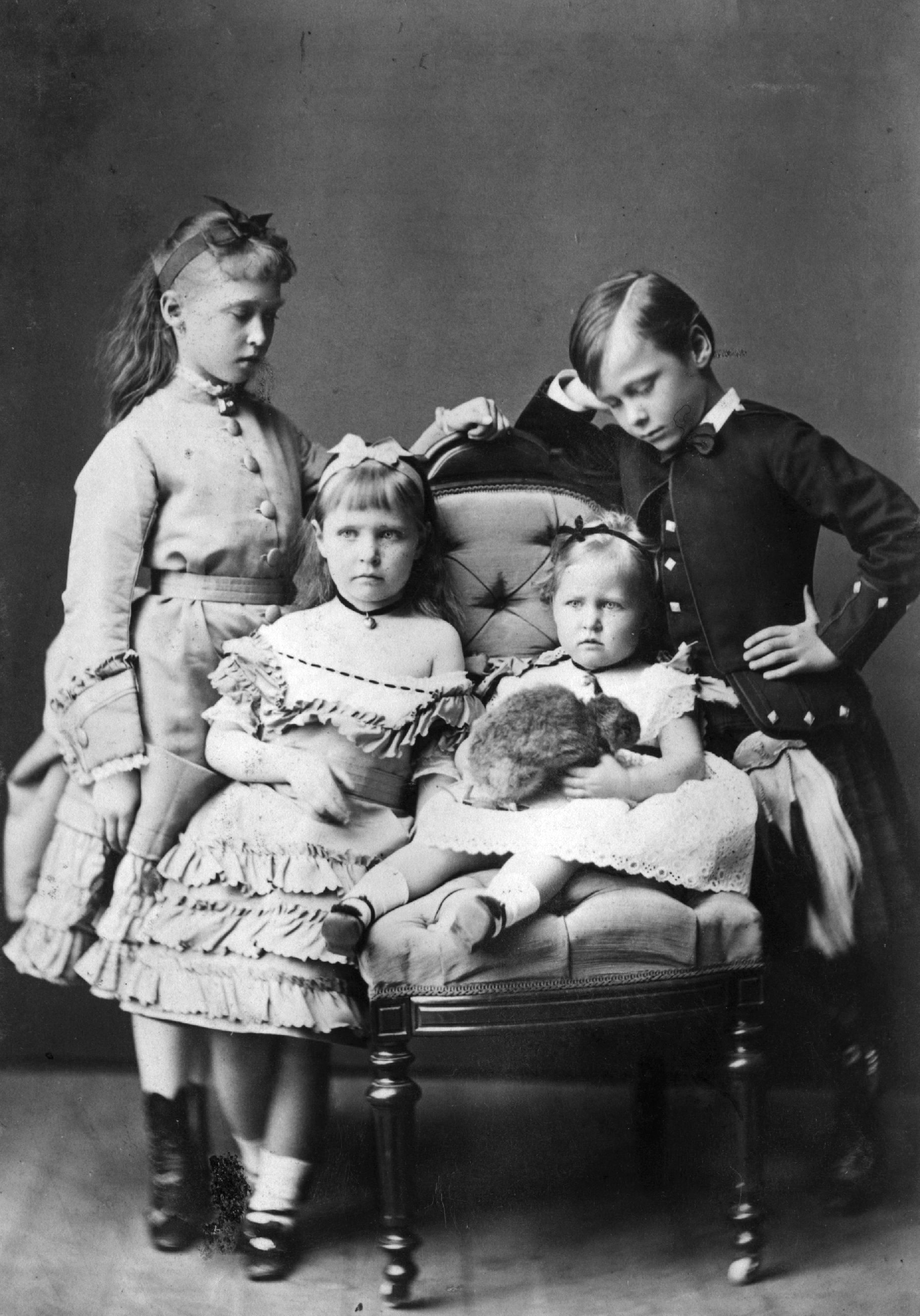
Ernesto (dir) com as irmãs Irene, Alice e Maria

Após a morte da princesa Alice, Ernesto e suas irmas foram enviados para a Grã-Bretanha, onde ficariam sob proteção de sua avó materna, a rainha Vitória. Ela ficou responsável pela educação das crianças e era uma avó superprotetora em relação a Ernie, que se sentia responsável pela morte de sua mãe. Durante esses anos, os jovens príncipes passaram a maior parte do tempo entre a Grã-Bretanha e a residência de caça em Wolfsgarten, enquanto seu pai estava empenhado em seus deveres como governante.
Em abril de 1884, Vitória se casou com o príncipe Luís de Battenberg. No mesmo dia, seu pai se casou secretamente com sua amante, Alexandrine de Kolemine. Seu casamento com uma plebeia divorciada foi motivo de escândalo entre a realeza e Luís IV foi forçado a anular seu casamento. Semanas depois, outra irmã, Isabel, chamada carinhosamente de "Ella" pela família e amigos, se casou com o grão-duque Sérgio Alexandrovich, filho do czar Alexandre II da Rússia e da czarina Maria Alexandrovna. Em 1888, a princesa Irene se casou com o príncipe Henrique da Prússia, irmão do kaiser Guilherme II da Alemanha.
Ernesto Luís cresceu em um ambiente superprotetor e de influência feminina e desenvolveu uma personalidade sensível que se tornou fonte de muitas especulações. Ele estudou na Universidade de Leipzig e nesta época conheceu e afeiçoou-se pelo movimento Arts & crafts. Embora ele tenha se destacado em certas áreas, como arte, história e literatura, seu gosto pela socialização levou-o a negligenciar seus estudos.

### Grão-Duque de Hesse
A 13 de março de 1892, morreu Luís IV de Hesse-Darmstadt e foi sucedido por Ernesto Luís, que veio para o trono desperdício de energia, tudo indicava que queria realizar grandes mudanças, segundo Meriel Buchanan — filha do embaixador britânico no grão-ducado: "Ele queria mudança, cor e alegria. Sua fala rápida, seus gestos rápidos, seus brilhantes olhos azuis, que às vezes podiam ser obscurecidos pela melancolia, expressavam seu temperamento inconstante." Depois do tempo necessário para o luto, ele começou com o planejamento de danças e apresentações teatrais.
A rainha Vitória teve a tarefa de procurar uma esposa para o novo grão-duque e sua candidata preferida era uma de suas netas e prima de Ernesto Luís, a princesa Vitória Melita, conhecida como "Ducky" entre a família, filha do príncipe Alfredo, Duque de Edimburgo — quarto filho da rainha Vitória e do príncipe Alberto — e de Maria Alexandrovna, filha do czar Alexandre II da Rússia. Grande parte da família real se reuniu em Balmoral no outono de 1891. Durante esta temporada, o grão-duque e sua prima vieram estabelecer uma boa amizade. Entretanto Ernesto Luís era homossexual e não estava entre seus planos se casar.[carece de fontes?] Ele tentou resistir às pressões de sua avó; a rainha, em busca de apoio, solicitou a intervenção de Vitória, a sua irmã mais velha. A princesa Vitória de Hesse-Darmstadt, apoiada por sua tia Vitória Adelaide, filha mais velha da rainha e imperatriz da Alemanha, tentou convencer sua avó a não insistir no casamento, atendendo aos desejos de seu irmão. Entre outras coisas, apelaram à consanguinidade e ao risco de novos casos de hemofilia dentro da família, mas a rainha não cedeu.

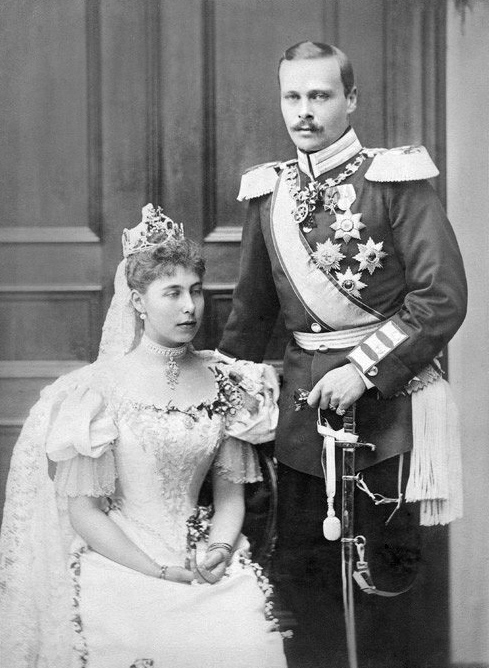
Ernesto e Vitória

O casamento teve lugar no dia 19 de abril de 1894 em Coburgo. Foi por ocasião que o então tsarevich Nicolau, que mais tarde seria Nicolau II da Rússia, pediu a mão da princesa Alice de Hesse, irmã mais nova de Ernesto, em casamento. Os recém-casados tentaram levar o relacionamento adiante, mas logo perceberam que as coisas não estavam funcionando e que cada um fazia sua própria vida. Vitória Melita não demonstrou interesse em suas responsabilidades como grã-duquesa, o que era motivo de desgosto para Ernesto Luís.
O casal teve uma filha que nasceu em 11 de março de 1895 e foi nomeada Isabel. Ernesto Luís dedicou-se de corpo e alma a sua filha, ao contrário de Vitória Melita, que não mostrou o mesmo interesse, finalmente isso causou uma distância crescente e no momento em que a menina fez dois anos o casamento foi praticamente dissolvido. O grão-duque dividiu seu tempo entre o governo, seu amor pela arte e sua filha. Vitória Melita, por outro lado, passou muito tempo viajando. Durante uma dessas viagens, Vitória Melita reencontrou seu primo, o grão-duque Cyrill Vladimirovich da Rússia, com quem teve uma paixoneta no passado, e eles restabeleceram um relacionamento.
Semanas após a morte da rainha Vitória em 1901, Vitória Melita saiu para visitar sua mãe, levando muito de seus pertences e não voltou mais. Mais tarde, na casa de seus pais, ela disse ao marido que queria se divorciar. Apesar do escândalo que sucederia um divórcio real, ninguém conseguiu fazer Vitória Melita mudar de ideia. O casamento foi dissolvido em 21 de dezembro de 1901 num tribunal de Hesse. Vitória Melita disse mais tarde que se tinha cansado dos casos homossexuais de Ernesto. Embora não tenha feito qualquer acusação pública, disse a uma sobrinha que "nenhum rapaz estava a salvo, desde o cocheiro ao ajudante de cozinha. Ele dormia abertamente com todos." Victoria later married another first cousin, this time on her mother's side, while Ernest married a woman from a mediatised family, Eleonore of Solms-Hohensolms-Lich.

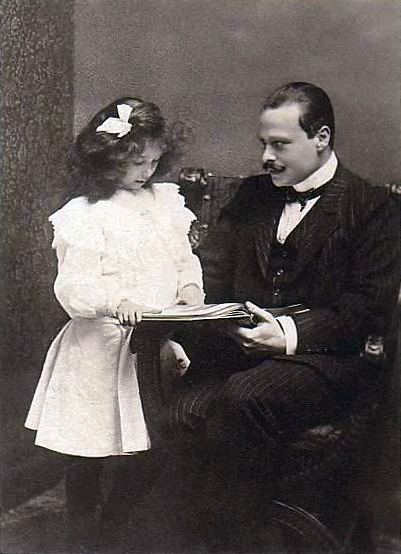
Ernesto e Isabel

Em 1903, Ernesto Luís levou Isabel até à Polónia para passar as férias com a sua tia, a imperatriz Alexandra Feodorovna e a sua família. Na casa de férias da família imperial russa em Skierniewice, Isabel costumava dar longas caminhadas e participava em alegres piqueniques na floresta com as primas. Isabel se sentindo mal no dia 16 de novembro e, apesar de aparentemente apresentar uma melhora, morreu subitamente no mesmo dia - deixando Ernesto inconsolável. Uma autópsia realizada após a sua morte confirmou que ela morrera devido a um violento ataque de febre tifoide, apesar dos rumores que diziam que ela tinha comido a refeição envenenada do czar por engano. O corpo de Isabel foi colocado num caixão de prata, um presente do seu tio Nicolau II, e enviado para Darmstadt. O seu pai organizou um funeral branco, substituindo assim o preto tradicional por flores e cavalos brancos para a procissão. Isabel foi enterrada em Rosenhole, junto de outros membros da família real de Hesse. Mais tarde foi construído um anjo de mármore para tomar conta da campa. Como gesto final entre Isabel e Ernesto, a mãe da criança, Vitória Melita, colocou  no caixão da filha a sua faixa da Ordem de Hesse que tinha recebido no seu casamento.
No ano seguinte, Ernesto Luís, engajou-se no desenvolvimento da Kunstlerkolonie, uma espécie de colônia de artistas que ele fundou em Mathildenhöhe. O eixo central da colônia era o Pavilhão de Exposições e Estúdios Ernst Ludwig (uma sala de exposições) e a Igreja Ortodoxa Russa de Santa Maria Magdalena construída por seu cunhado, o Czar. Em torno dessas estruturas estavam as casas habitadas por artistas e arquitetos atraídos pelos auspícios da grandeza. Sob seu comando, Darmstadt foi reconhecida como "a capital alemã do movimento Jugendstil". Nesse mesmo tempo, Ernesto conheceu a princesa Leonor de Solms-Hohensolms-Lich, com quem ele estabeleceu um relacionamento próximo e que mais tarde se tornou sua segunda esposa. De acordo com Penny Wilson: "Aos trinta e três anos, Leonor não teve muita chance de se casar com um marido adequado dentro da realeza. É possível que o casal tenha falado francamente e chegado a um acordo. Outros casamentos reais foram frequentemente construídos sobre essas bases [...]". No caso de Ernesto Luís, a necessidade de ter um herdeiro também pesava. O casal se casou em 02 de fevereiro de 1905, um ano depois nasceu o primeiro filho do casal, Jorge Donatus, e dois anos depois o segundo, nomeado Luís.
A 16 de julho de 1910 foi nomeado Cavaleiro da Ilustre Ordem do Tosão de Ouro pelo rei Afonso XIII de Espanha.
O casamento foi harmonioso e Leonor dedicou-se à sua família e a realizar as tarefas que lhe correspondiam na Corte, até que Ernesto Luís foi chamado ao serviço de seu primo, o kaiser Guilherme II para lutar pela Alemanha durante a Primeira Guerra Mundial. Com o fim da guerra e por causa da Revolução de Novembro de 1918, Guilherme II foi forçado a abdicar em 9 de novembro de 1918 e no dia seguinte ele foi para o exílio nos Países Baixos, onde viveu até sua morte em 5 de junho de 1941. Também como resultado da revolução, o Grão-Ducado de Hesse e demais monarquias de outros estados alemães foram abolidos, mas ao contrário de outros príncipes e, a grande popularidade que o povo nutria por ele, Ernesto Luís foi autorizado a permanecer na Alemanha e manter algumas propriedades, como o Palácio Novo em Darmstadt e os locais de caça em Seeheim e Wolfsgarten. Os dois primeiros seriam vendidos mais tarde e a família manteve apenas o Palácio Wolfsgarten em Langen, onde mora o atual chefe da casa, o príncipe Maurício de Hesse.
Jorge Donatus se casou em Darmstadt a 2 de fevereiro de 1931, com o sua prima, a princesa Cecília da Grécia e Dinamarca, filha do príncipe André da Grécia e Dinamarca e da princesa Alice de Battenberg. Nos cinco anos seguintes, tiveram três filhos: Luís Ernesto (1931), Alexandre Jorge (1933) e Joana Marina.

### Morte e legado

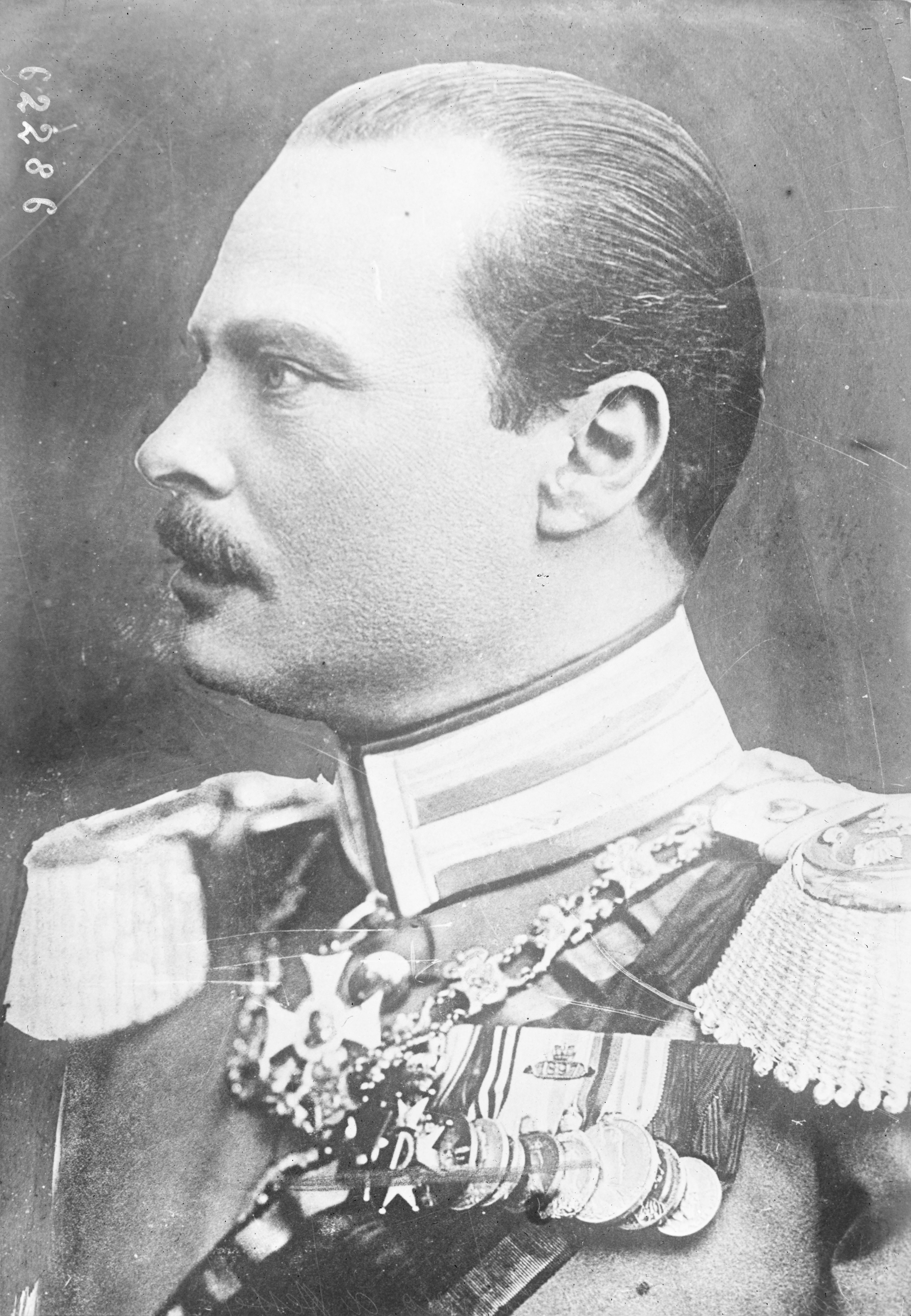
Ernesto Luís em 1920

Ernesto Luís morreu pacificamente no Palácio de Wolfsgarten a 9 de outubro de 1937 e foi enterrado no Mausoléu Grão-Ducal da família em Darmstadt, ao lado do do túmulo de sua filha Isabel. Seu filho mais novo, Luís, planejava se casar no mesmo mês com Margaret Campbell Geddes — filha de Sir Auckland Campbell Geddes, ministro do gabinete e embaixador britânico nos Estados Unidos — mas devido à morte de seu pai, ele adiou a cerimônia até novembro. Em 16 de novembro, Leonor, juntamente com Jorge Donatus, Cecília — a esposa de Jorge Donatus, que estava grávida  — e seus dois filhos, viajaram para Londres. Para participar do casamento. O avião, que voava através de um nevoeiro muito denso, colidiu com a chaminé de uma fábrica perto de Ostende, na Bélgica, e desmoronou em chamas. Não houve sobreviventes. No dia seguinte, o príncipe Luís se casou em uma pequena cerimônia e com os convidados vestidos de luto. Sua tia Vitória, Marquesa de Milford Haven a irmã de seu pai, havia insistido para não adiar o casamento novamente apesar dos tristes eventos. Luís retornou a Darmstadt com sua nova esposa e os corpos de sua família, que foram enterrados ao lado de Ernesto Luís em Rosenhöhe. Luís e Margaret adotaram a filha sobrevivente de Jorge Donatus e Cecília, Joana, que morreu em 1939 de meningite. Em 1968, o príncipe Luís morreu sem filhos. Ele foi o último descendente do grão-duque Ernesto Luís de Hesse.
Como benfeitor, Ernesto Luís patrocinou e promoveu alguns dos mais importantes arquitetos, artistas, escultores e designers do século XX. A colônia de artistas que ele criou em Damstadt e sua afeição por Jugendstil enriqueceu Hesse e influenciou opiniões em todo o mundo. Segundo Penny Wilson, "seu apoio a esses homens, que mais tarde formariam luminares como Le Corbusier e Mies van der Rohe, mudou radicalmente a face da arte moderna e da arquitetura". Ele era um governante prudente, que ganhou o carinho de seu povo, o que lhe deu recompensas nos tempos complicados após a Primeira Guerra Mundial. Em Darmstadt, ele ainda é uma personagem muito querido, que permaneceu na memória daqueles que cresceram cercados por seu trabalho visionário.

## Descendência
|  | Nome          | Nascimento             | Falecimento            | Notas                                                                  |
|  | ------------- | ---------------------- | ---------------------- | ---------------------------------------------------------------------- |
|  | Isabel        | 11 de março de 1895    | 6 de novembro de 1903  | Morreu de febre tifoide aos oito anos de idade.                        |
|  | Jorge Donatus | 8 de novembro de 1906  | 16 de novembro de 1937 | Casado com a princesa Cecília da Grécia e Dinamarca, com descendência. |
|  | Luís          | 20 de novembro de 1908 | 30 de maio de 1968     | Casado com Margaret Campbell-Geddes, sem descendência.                 |